# Волженка (деревня)
 Волженка  — деревня Нижнеломовского района Пензенской области. Входит в состав Кривошеевского сельсовета.

## География
Находится в северо-западной части Пензенской области у южной окраины районного центра города Нижний Ломов.

## История
Известно с середины XVIII века на земле, пожалованной нижнеломовскому канцеляристу Ивану Андреевичу Архипову. В 1785 году деревня Альховка, Волженка тож, показана за 4 помещиками. В XIX веке- деревня государственных и помещичьих крестьян Нижнеломовского уезда. В 1877 году — Нижнеломовской Пригородной волости, 32 двора, винокуренный завод, шерстомойка. В 1911 году 87 дворов, народная библиотека, лавка. В 1939 году — колхоз «Общий труд». В 1955 году колхоз «Красный Октябрь». В 1996 году село газифицировано, имеется фельдшерско-акушерский пункт. В 2004 году — 222 хозяйства.

## Население
Численность населения: 455 человек (1864 год), 217 (1877), 541 (1911), 613 (1926), 672 (1930), 654 (1959), 781 (1979), 494 (1989), 479 (1996). Население составляло 438 человек (русские 97 %) в 2002 году, 464 в 2010.